# 독일류 검술

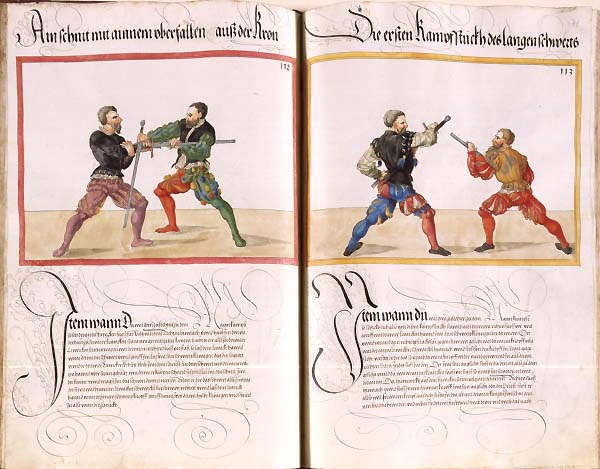
파울루스 헥토르 마이어의 책 중의 내용.

독일류 검술(독일어: Deutsche Fechtschule)은 중세 말기에서 문예부흥기를 거쳐 근세까지(14세기 ~ 17세기) 신성로마제국에서 교육된 전투 교범이다. 이 검술의 중심지는 독일 남부(아우크스부르크, 프랑크푸르트, 뉘른베르크)였다. 실전 전투 기술로 가르쳐지던 당시에는 싸움의 기술(독일어: Kunst des Fechtens)이라고 불리었다. 롱소드 양수검술이 주가 되었으나, 그 외에도 기마전, 비무장 유술, 장병기, 단검, 봉술 등 다양한 무술들이 가르쳐졌다.